# Uerke
Die Uerke (manchmal auch Ürke geschrieben) ist ein rund 17 Kilometer langer linker Nebenfluss der Suhre in den Schweizer Kantonen Luzern und Aargau. Sie ist nach der Wyna der wichtigste Zufluss der Suhre und besitzt ein Einzugsgebiet von rund 41 Quadratkilometer.

## Name
Das Gewässer wurde 1526 («an die Ürken») erstmals urkundlich erwähnt. Der Ort Uerkheim wird in den mittelalterlichen schriftlichen Quellen Urtihun, Urticha oder ähnliches genannt, weshalb anzunehmen ist, dass die althochdeutsche Grundform des Namens *Urticha gelautet haben muss. Die Endung -ika dürfte keltischen Ursprungs sein und das Bestimmungswort könnte mit der indogermanischen Wortwurzel *urd- mit der Bedeutung «Sumpf, Teich» in Zusammenhang stehen.

## Geographie

### Verlauf
Die Uerke entspringt auf 688 Metern im Lättewald zwischen Reiden und Winikon auf dem Gemeindegebiet von Triengen im Kanton Luzern. 
Nach etwa eineinhalb Kilometer langem Lauf bildet sie die Grenze zwischen den beiden Kantonen. Sie fliesst nun meist in nordwestliche Richtung durch das schmale Uerkental, dessen Talboden nirgends breiter als 250 Meter ist. Kurz vor Bottenwil tritt sie ganz auf Aargauer Boden über. Sie fliesst nun in nordöstliche Richtung durch Bottenwil, Uerkheim und Holziken, wo sich das Tal zu einer über drei Kilometer breiten flachen Ebene ausbreitet. Sie verläuft nun weitgehend begradigt, tangiert Kölliken im Osten und nimmt nur wenig später mit dem Köllikerbach ihren wichtigsten Zufluss auf. 
Die Uerke durchfliesst nun Unterentfelden und mündet schliesslich auf einer Höhe von 406 Metern in die Suhre.

### Einzugsgebiet
Das 41,12 km² grosse Einzugsgebiet der Uerke wird durch sie über die Suhre, die Aare und den Rhein zur Nordsee entwässert.
Es besteht zu 48,1 % aus bestockter Fläche, zu 37,3 % aus Landwirtschaftsfläche, zu 14,3 % aus Siedlungsfläche und zu 0,3 % aus unproduktiven Flächen.
Die Flächenverteilung
Die mittlere Höhe des Einzugsgebietes beträgt 536,5 m ü. M., die minimale Höhe liegt bei 406 m ü. M. und die maximale Höhe bei 759 m ü. M.

### Zuflüsse
- Etzelgraben (rechts), 1,2 km
- Geisswegbach (rechts), 0,2 km
- Einwegbächli (rechts), 0,7 km
- Wickisgraben (rechts), 0,5 km
- Stockgraben (rechts), 0,6 km
- Lehgraben (links)
- Tannholzbächli (rechts)
- Bodenmattbächli (rechts)
- Hornibächli (rechts)
- Tanngraben (links)
- Schüppisbächli (links)
- Hundslochbach (links)
- Sulbach (rechts)
- Schäferenbächli (rechts)
- Bergbach (links)
- Katzenhaldenbächli (links)
- Schäferenbächli (rechts)
- Stickelbächli (links)
- (Bach aus dem) Stampfental (rechts)
- Stelzenbächli (links)
- Fluhbächli (rechts)
- Hinterwilerbach (links)
- (Bach aus dem) Bändlirain (rechts)
- Obermattenkanal (links)
- Köllikerbach (links)
- Tannbächlein (links)
- Löliacher (Bach) (links)
- Frohmattbächlein (links)

## Hydrologie
Bei  der Mündung der Uerke in die Suhre beträgt ihre modellierte jährliche mittlere Abflussmenge (MQ) 730 l/s. Ihr Abflussregimetyp ist pluvial inférieur und ihre Abflussvariabilität beträgt 25.